# Hârtopul de lângă orașul Nisporeni

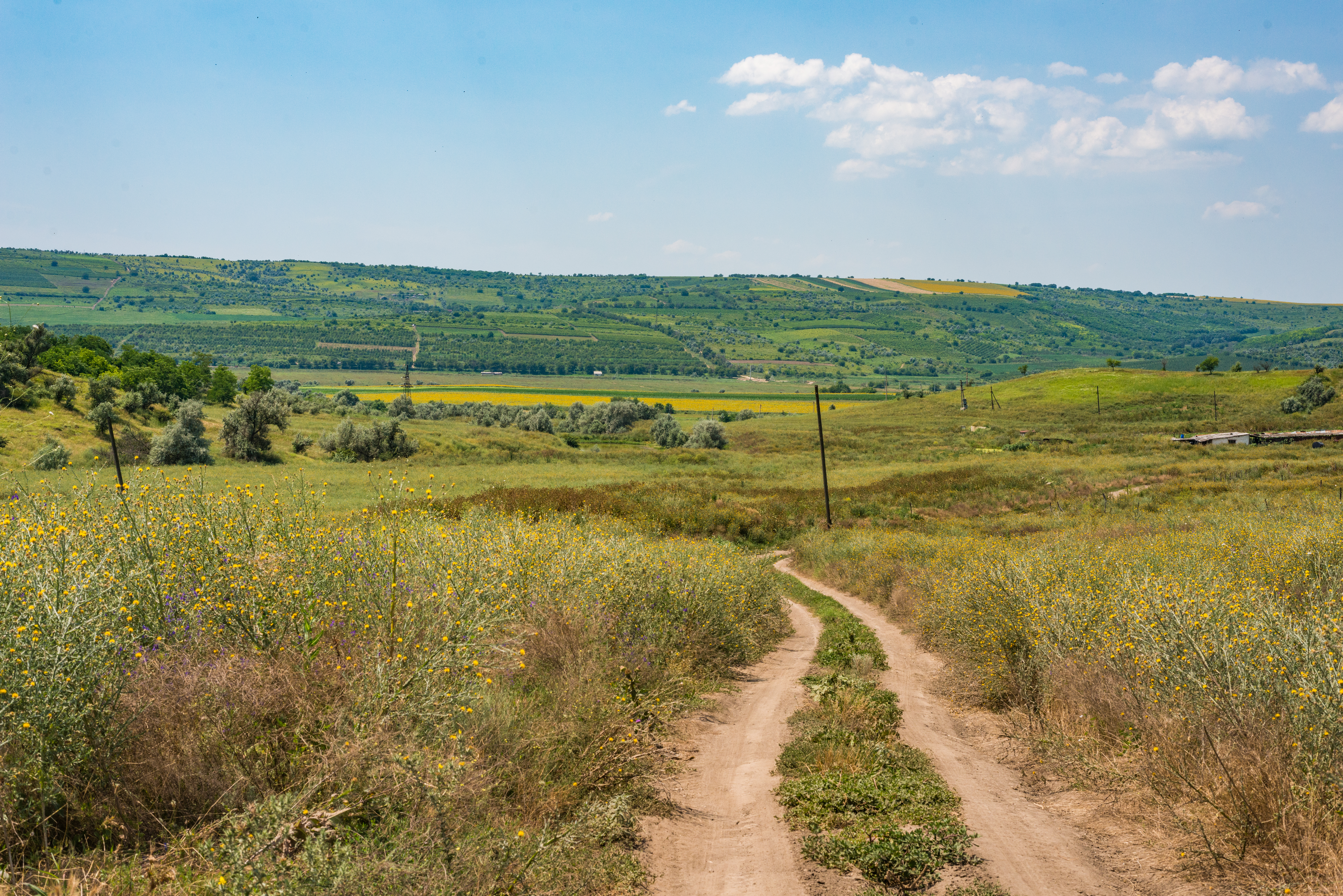
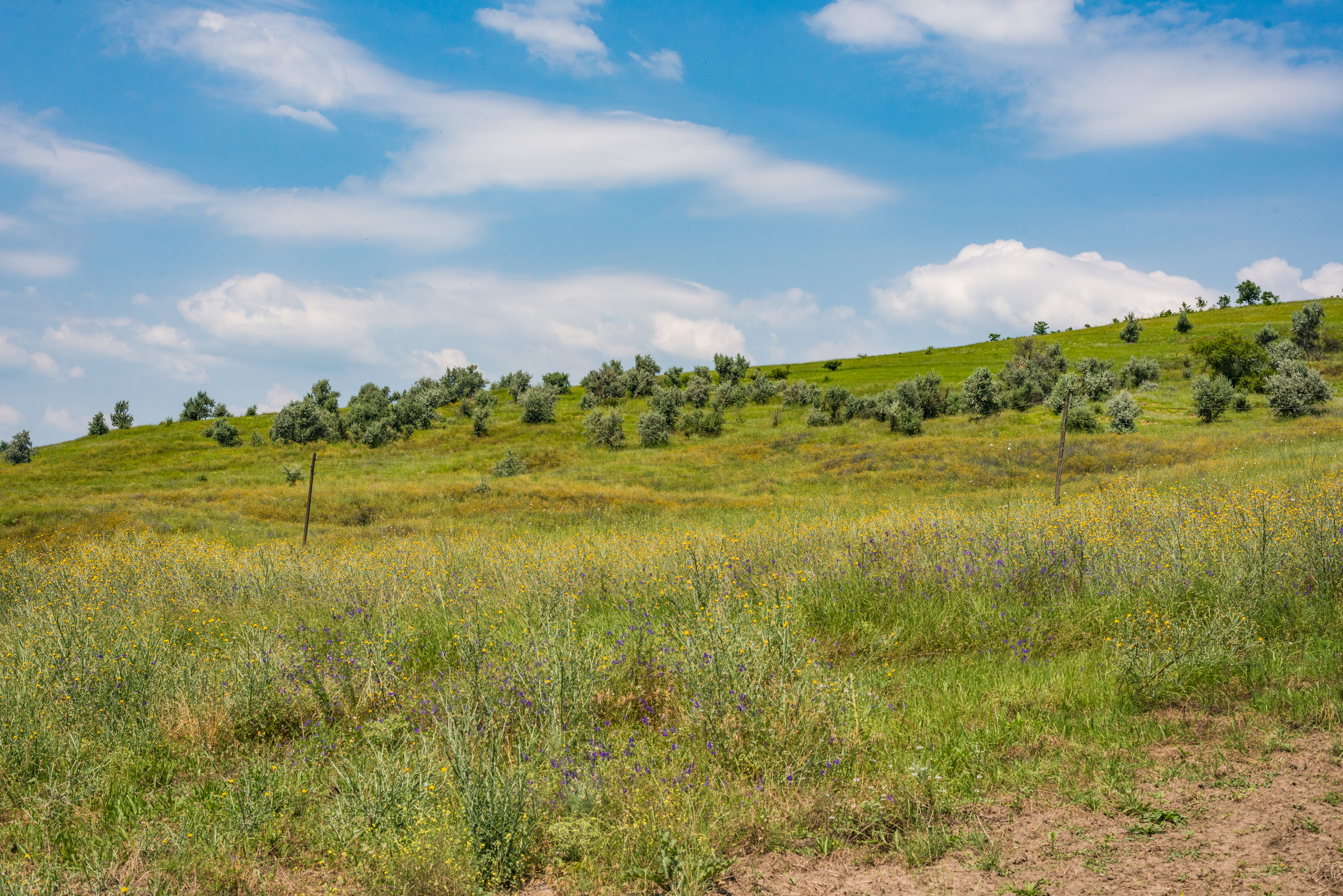
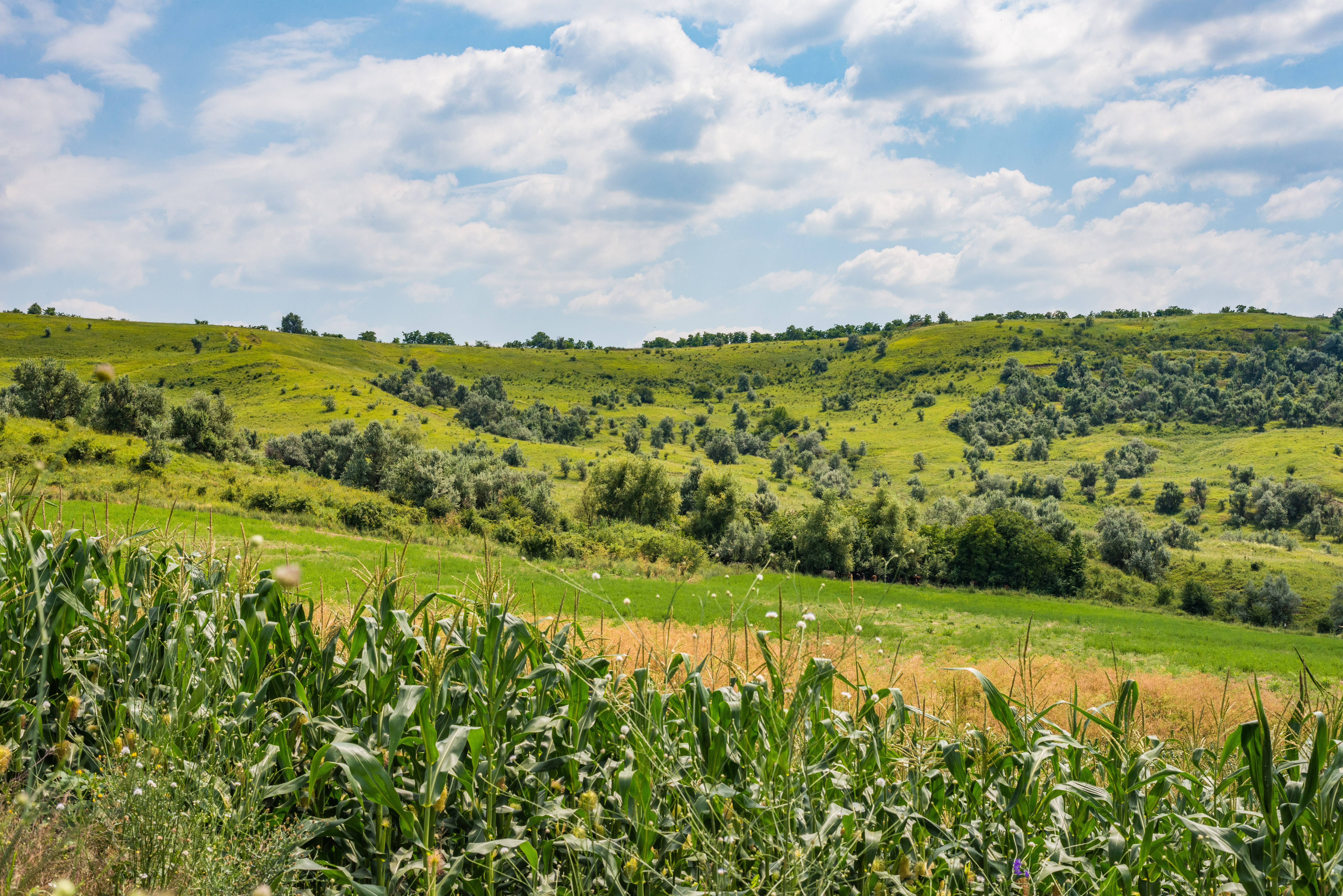
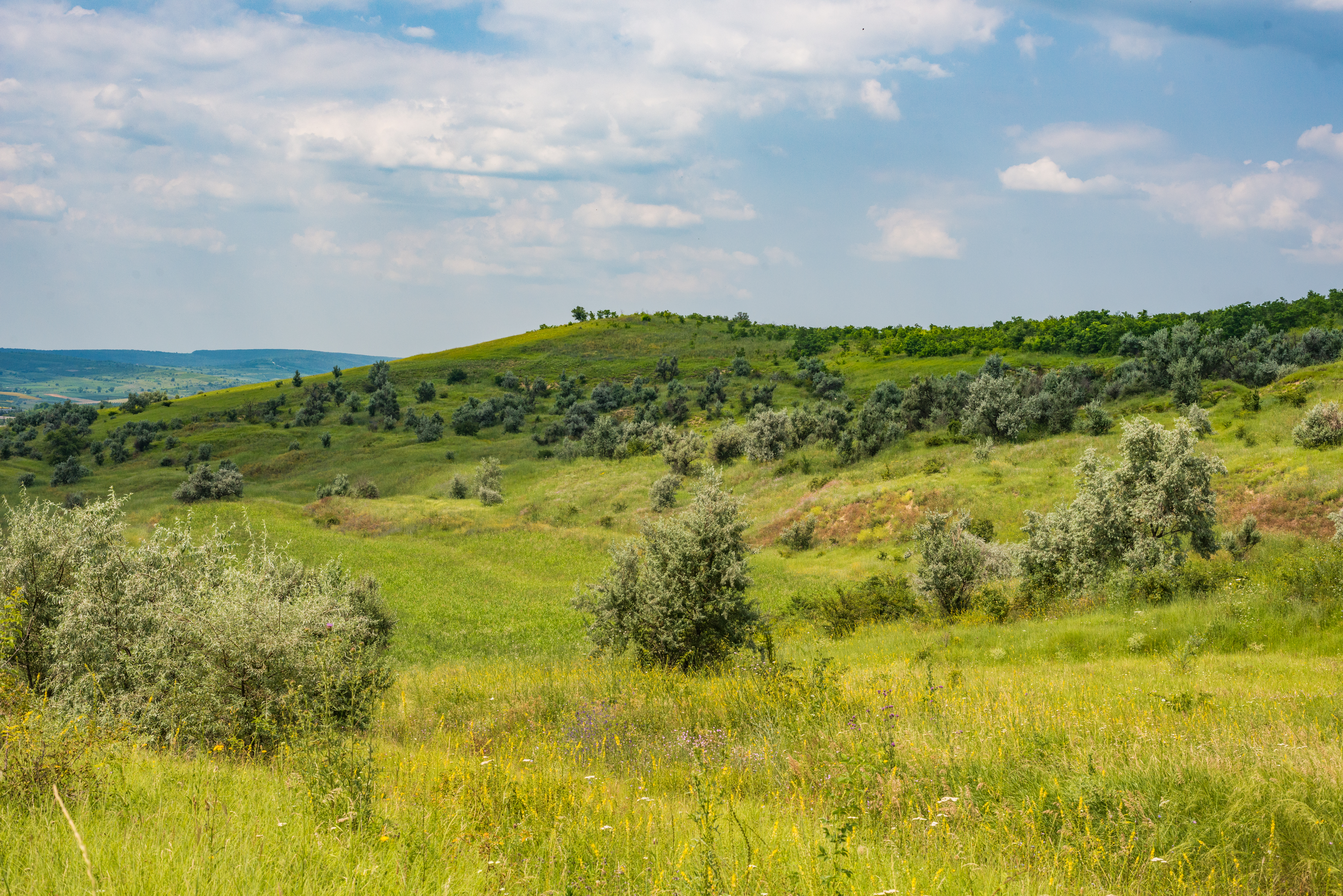

Hârtopul de lângă orașul Nisporeni este un monument al naturii de tip geologic sau paleontologic în raionul Nisporeni, Republica Moldova. Este amplasat la 6 km sud de orașul Nisporeni, pe malul stâng al râului Nîrnova. Are o suprafață de 200 ha, fiind al treilea ca mărime monument al naturii geologic sau paleontologic din țară. Obiectul este administrat de Firma Agricolă „Nisporeni”.